# قوة قص

قوي القص تدفع الجزء العلوي من الجسم في اتجاه والجزء السفلي ف اتجاه معاكس مُسببة تشوه نتيجة إجهاد القص.

ينتج تمزق في الجسم نتيجة تأثير قوى القص المتوازية والمتضادة في الاتجاه علي الجسم إذا كان التأثير علي نقاط مختلفة من الجسم، أما إذا كان تأثير تلك القوى المتضادة علي نفس الخط فإن ذلك يؤدي إلى انضغاط الجسم بدل من تمزقه أو كسره

قوى القص (بالإنجليزية: Shear force)‏ هي القوى المؤثرة علي أجزاء من الجسم لتدفع كل منها جزء من الجسم في اتجاه واحد والجزء الآخر من الجسم يتم دفعه في الاتجاه المعاكس، وإذا كانت تلك القوى تؤثر علي نفس الخط فإنها تُسمي قوى ضاغطة، ومثال علي ذلك إذا كان لدينا حزمة من الأوراق يتم دفع الجزء العلوي منها في والجزء السفلي في الاتجاه الآخر فإن ذلك يُنتج اندفاع الأوراق أو انزلاقها، ومثال آخر علي ذلك هو تأثير الرياح علي أحد جوانب سقف المنزل بينما هناك قوة تؤثر في الاتجاه المعاكس وهي قوة أساس المنزل، وعرّف ويليام ناش قوى القص بأنها «إذا كان جسم وتم وضع لوح فوقه وتم التأثير علي اللوح بقوة جاعلة اللوح ينزلق فوق الجسم، فإن تلك القوة تُدعي حينئذ بقوة قص».